# Principado de Guria
El principado de Guria (en georgiano: გურიის სამთავრო) fue un principado histórico en Georgia centrado en la actual Guria, una región suroeste de Georgia. El lugar fue gobernado por una sucesión de veintidós príncipes de la casa de Gurieli desde la década de 1460 hasta 1829. El principado surgió durante el proceso de fragmentación de un Reino unificado de Georgia. Sus fronteras fluctuaron en el curso de conflictos permanentes con los gobernantes georgianos vecinos y el Imperio otomano, y el principado disfrutó de diversos grados de autonomía hasta que fue anexado por la Rusia imperial en 1829.

## Historia
El principado de Guria surgió durante el colapso político del reino de Georgia. Los príncipes gurianos ayudaron al Imperio de Trebisonda en la lucha contra el ataque de los turcos. El último emperador, David de Trebisonda, entregó a su hija (por cuyas venas corría la sangre de varias docenas de emperadores bizantinos) al príncipe Mamia II Gurieli. Hasta el siglo XVI, Guria reconoció formalmente su dependencia del reino de Imericia. 
El principado fue gobernado por una de las ramas de la dinastía Vardanidze-Dadiani, conocida como casa de Gurieli. Además de la actual Guria, el principado de Guria incluía Ayaria y la ciudad de Batumi. En los siglos XV-XVIII, los gobernantes del principado de Guria lucharon con distinto éxito contra el Imperio otomano por sus provincias del sur. A mediados del siglo XVI, las tropas otomanas conquistaron la región de Lazistán e invadieron Ayaria. En 1609, los príncipes gurianos regresaron a Batumi, pero en el siglo XVIII Ayaria (con las ciudades de Batumi, Kobuleti y Jino fueron conquistados por los turcos. Durante las guerras anti-otomanas y los conflictos civiles, el principado de Guria cayó en declive, como resultado de lo cual sus príncipes volvieron a convertirse en vasallos de los reyes de Imericia.
Después de la anexión de Georgia a Rusia (1801), el 19 de junio de 1810 se concluyó un acuerdo entre el Imperio ruso y el príncipe guriano Mamia VII Gurieli, según el cual el principado de Guria quedó bajo el protectorado ruso y fue declarado posesión autónoma. En 1828, durante el reinado del último príncipe David I Gurieli, finalmente se abolió la autonomía del principado, el principado se convirtió en un uyezd y más tarde, en 1840, se reorganizó en el uyezd de Ozurgueti, transferido en 1846 a la gobernación de Kutaisi.

## Príncipes de Guria
La dinastía Gurieli (o casa de Gurieli) es el nombre que recibe la casa reinante del principado durante toda su existencia cuyo nombre es adjetivo en gregoriano del nombre del principado, Guria.
Príncipes de la dinastía:
|  |                      |                   | Reinado   | Reinado |
|  |                      | Nombre            | Inicio    | Fin     |
|  | -------------------- | ----------------- | --------- | ------- |
|  |                      | Kajaber I Gurieli | 1385      | 1410    |
|  | Jorge I Gurieli      | 1410              | 1430      |         |
|  | Mamia I Gurieli      | 1430              | 1450      |         |
|  | Mamia II Gurieli     | 1450              | 1469      |         |
|  | Kajaber II Gurieli   | 1469              | 1483      |         |
|  | Jorge II Gurieli     | 1483              | 1512      |         |
|  | Mamia III Gurieli    | 1512              | 1534      |         |
|  | Rostom Gurieli       | 1534              | 1564      |         |
|  | Jorge III Gurieli    | 1564              | 1583      |         |
|  | Vajtang I Gurieli    | 1583              | 1587      |         |
|  | Mamia IV Gurieli     | 1600              | 1625      |         |
|  | Simón I Gurieli      | 1625              | 1625      |         |
|  | Kaijosro I Gurieli   | 1625              | 1658      |         |
|  | Demetrio I Gurieli   | 1659              | 1668      |         |
|  | Jorge III Gurieli    | 1669              | 1684      |         |
|  | Malakia I Gurieli    | 1684              | 1685      |         |
|  | Kaijosro II Gurieli  | 1685              | 1689      |         |
|  | Mamia V Gurieli      | 1689              | 1712      |         |
|  | Jorge V Gurieli      | 1712              | 1726      |         |
|  | Kaijosro III Gurieli | 1716              | 1716      |         |
|  | Mamia VI Gurieli     | 1726              | 1756      |         |
|  | Jorge VI Gurieli     | 1756 1765         | 1758 1768 |         |
|  | Kaijosro IV Gurieli  | 1780              |           |         |
|  | Simón II Gurieli     | 1780              | 1792      |         |
|  | Vajtang II Gurieli   | 1792              | 1803      |         |
|  | Mamia VII Gurieli    | 1803              | 1826      |         |
|  | David I Gurieli      | 1826              | 1829      |         |